# Châteauneuf-Val-de-Bargis
Châteauneuf-Val-de-Bargis è un comune francese di 610 abitanti situato nel dipartimento della Nièvre nella regione della Borgogna-Franca Contea. La famiglia Mancini la detenne come signoria con alle dipendenze 55 feudi.

## Società

### Evoluzione demografica
Abitanti censiti